# Балч
Балч (на английски: Balch) е ударен кратер разположен на планетата Венера. Той е с диаметър 40 km, и е кръстен на Емили Балч – американска икономистка и лауреатка на Нобелова награда.
Този кратер е бил променен от действието на тектонична активност. Кръгова структура се нарязва на две части, когато на повърхността по време на въстанието избухва дълбок ров. Това ров, ширина 20 км, тече от север на юг и минава през центъра на кратера.